# نیارادیهازا
نیاراِدْیْهازا (به مجاری:  Nyáregyháza) یک شهرداری در مجارستان است که در ناحیه مونور واقع شده‌است. نیارادیهازا ۳۲٫۰۰ کیلومتر مربع مساحت و ۳٬۸۸۱ نفر جمعیت دارد.